# Koncentracijski logor Gonars
Koncentracijski logor Gonars bio je talijanski fašistički koncentracijski logor u Drugom svjetskom ratu. Osnovan je 23. veljače 1942. u mjestu Gonars koje se nalazi u blizini Palmanove u sjevernoistočnoj Italiji.
Zatočenici u koncentracijskim logoru bili su Slovenci i Hrvati. Pri otvaranju logora 5.343 ljudi (među njima 1.643 djece) dovezeno je iz okolice Ljubljane, te iz Koncentracijskog logora Kampor i iz logora Monigo blizu Trevisoa.
Logor je zatvoren odmah nakon kapitiulacije Italije, a građevine su uništene.
Miodrag Živković je autor spomenika na mjesnim groblju, koji podsjeća na 453 slovenske i hrvatske žrtve logora.
Pretpostavlja se da je dodatnih 50 osoba umrlo od gladi i mučenja. Osim groblja nema drugih spomena o logoru, a i mnogi mještani nisu upoznati o toj povijesti svojega mjesta.

## Vanjske poveznice
- Webstranica spomen groblja  Arhivirana inačica izvorne stranice od 11. veljače 2009. (Wayback Machine) (tal.)
- Aerial view of the two sub-camps (white zones on the left): camp B is the vertical stripe just north of Gonars, camp A is the square zone north-west of the town[neaktivna poveznica]